# Tổng công trình sư
Tổng công trình sư là người làm công tác kỹ thuật hoặc quản lý có kiến thức tổng hợp hệ thống, có chuyên môn sâu về một ngành và am hiểu rộng các lĩnh vực có liên quan, có năng lực điều hành một hệ thống kinh tế - kỹ thuật cụ thể.

## Từ nguyên
Trong tiếng Việt, thuật ngữ Tổng công trình sư là một từ gốc tiếng Trung "总工程师". Đến lượt mình, từ này bắt nguồn từ một chức danh chính thức trong ngành công nghiệp của Liên Xô "Главный Конструктор" (Glavny Konstruktor), gần tương đương với khái niệm "Chief Designer" trong tiếng Anh.